# Peace Research Institute Oslo

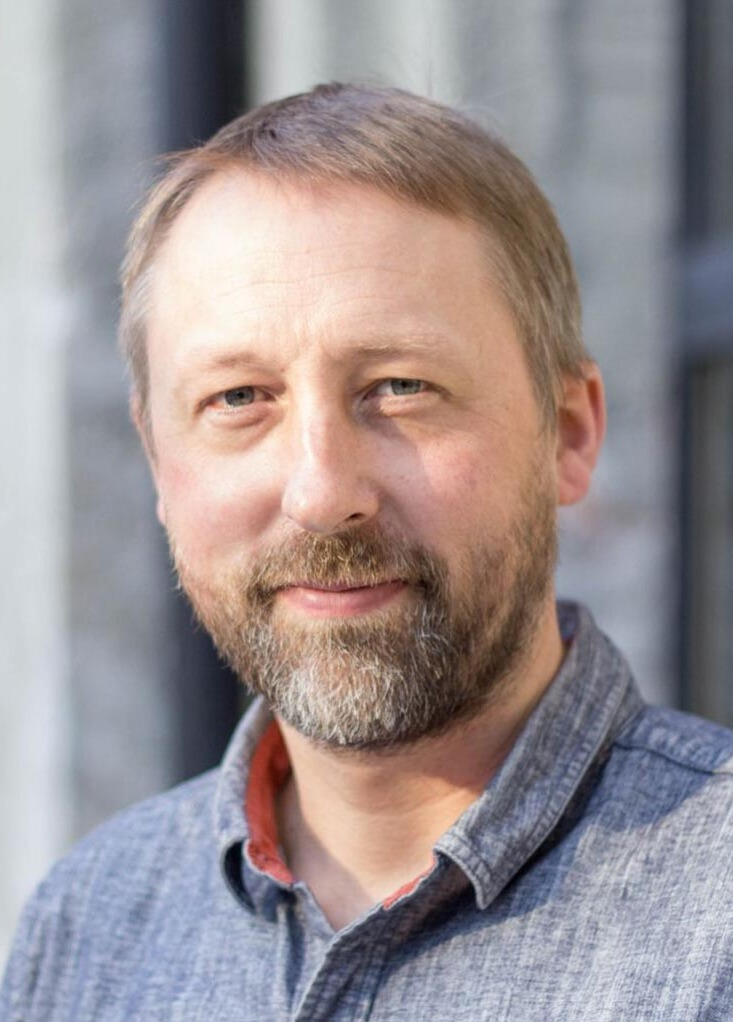
PRIO-Direktor Hendrik Urdal

Das Peace Research Institute Oslo (PRIO; norwegisch: Institutt for fredsforskning; deutsch: Institut für Friedensforschung Oslo) ist ein wissenschaftliches Institut der Friedens- und Konfliktforschung in Oslo (Norwegen). Gegründet in 1959 gilt das Institut als eines der ersten Friedensforschungsinstitute in Europa. 
Die Ausrichtung der wissenschaftlichen Arbeit umfasst die Konfliktursachenforschung, Konfliktlösung, Auswirkungen von Gewalt und gesellschaftliche Reaktionen auf Krisen. Die Arbeitssprache ist Englisch.

## Geschichte
PRIO entstand im Juni 1959 als Fakultät des Norwegischen Instituts für Sozialforschung. 1966 wurde PRIO unabhängig. Maßgeblicher Gründer war Johan Galtung. Von 2002 bis 2012 gehörte das  Centre for the Study of Civil War (CSCW) zu PRIO. Innerhalb Oslos ist das Institut mehrmals umgezogen.

## Satzung
Gemäß Satzung ist PRIO ein unabhängiges internationales Forschungsinstitut, dessen Ziel die Erforschung der Bedingungen für friedliche Beziehungen zwischen Nationen, Gruppen und Einzelpersonen ist. Es ist unabhängig und gemeinnützig. Die Leitungsorgane des Instituts sind der Verwaltungsrat, der Institutsdirektor und der Institutsrat.

## Organisation
PRIO gliedert sich in die drei Bereiche Soziale Dynamiken, Dimensionen von Sicherheit und Bedingungen von Gewalt und Frieden sowie das Außenbüro in Nikosia auf Zypern. Es bestehen 15 Forschungsgruppen.

## Finanzierung
Das Budget betrug 2016 umgerechnet etwa 13 Millionen Euro. Haupteinnahmequellen sind die Forschungsrat Norwegens, norwegische Ministerien, die Europäische Kommission sowie verschiedene internationale Organisationen und Stiftungen.

## Mitarbeiter
2020 hatte das Institut im Jahresschnitt 111 Mitarbeiter (82,5 Vollzeitäquivalente), davon 26 Professoren, 39 Postdocs, 26 Doktoranden und 20 Verwaltungsmitarbeiter.

## Leitung
- seit Juli 2017: Henrik Urdal[6]
- 2007–2017: Kristian Berg Harpviken[7]
- 2001–2009: Stein Tønnesson
- 1993–2001: Dan Smith
- 1992–1993: Hilde Henriksen Waage
- 1986–1992: Sverre Lodgaard
- 1981–1983: Marek Thee

## Zeitschriften
Das Institut veröffentlicht die Fachzeitschriften, Journal of Peace Research und Security Dialogue. International Area Studies Review und das Journal of Military Ethics werden Mitarbeitern des PRIO herausgegeben.